# 無頼豊饒
『無頼豊饒』（ぶらいほうじょう）は、人間椅子の18枚目のスタジオ・アルバム。

## 概要
タイトルの「無頼豊饒」には、自由のロック的な表現になるという「無頼」と、状態の豊かさを表す「豊饒」という意味が込められている。今作について和嶋慎治は「前作『萬燈籠』の延長線上的なものになる」とコメントしている。
人間椅子としては初めて、DVD付きの初回盤もリリースされた。DVDには2014年1月18日にTSUTAYA O-EASTで行われたライヴ「バンド生活二十五年〜猟奇の果〜」の模様が収録されている。

## 収録曲

### CD
| 全編曲: 人間椅子。 |                        |          |              |      |
| #                  | タイトル               | 作詞     | 作曲         | 時間 |
| 1.                 | 「表徴の帝国」         | 和嶋慎治 | 和嶋慎治     | 5:36 |
| 2.                 | 「なまはげ」           | 和嶋慎治 | 和嶋慎治     | 6:22 |
| 3.                 | 「地獄の料理人」       | 鈴木研一 | 鈴木研一     | 4:24 |
| 4.                 | 「迷信」               | 和嶋慎治 | 和嶋慎治     | 5:00 |
| 5.                 | 「生まれ出づる魂」     | 和嶋慎治 | 鈴木研一     | 4:58 |
| 6.                 | 「悉有仏性」           | 和嶋慎治 | 和嶋慎治     | 6:15 |
| 7.                 | 「宇宙船弥勒号」       | 和嶋慎治 | ナカジマノブ | 3:38 |
| 8.                 | 「リジイア」           | 和嶋慎治 | 和嶋慎治     | 5:35 |
| 9.                 | 「ミス・アンドロイド」 | 和嶋慎治 | 鈴木研一     | 5:00 |
| 10.                | 「グスコーブドリ」     | 和嶋慎治 | 和嶋慎治     | 3:49 |
| 11.                | 「がらんどうの地球」   | 和嶋慎治 | 鈴木研一     | 5:26 |
| 12.                | 「結婚狂想曲」         | 和嶋慎治 | 和嶋慎治     | 4:13 |
| 13.                | 「隷従の叫び」         | 和嶋慎治 | 和嶋慎治     | 7:20 |

### DVD（初回限定盤）
| #   | タイトル                 | 作詞 | 作曲・編曲 | 時間 |
| --- | ------------------------ | ---- | ---------- | ---- |
| 1.  | 「新調きゅらきゅきゅ節」 |      |            | 3:48 |
| 2.  | 「爆弾行進曲」           |      |            | 4:12 |
| 3.  | 「時間からの影」         |      |            | 4:29 |
| 4.  | 「怪人二十面相」         |      |            | 6:35 |
| 5.  | 「九相図のスキャット」   |      |            | 4:58 |
| 6.  | 「ねぷたのもんどりこ」   |      |            | 3:19 |
| 7.  | 「品川心中」             |      |            | 9:27 |
| 8.  | 「踊る一寸帽子」         |      |            | 8:42 |
| 9.  | 「相剋の家」             |      |            | 6:47 |
| 10. | 「蜘蛛の糸」             |      |            | 3:56 |
| 11. | 「針の山」               |      |            | 4:06 |
| 12. | 「猟奇が街にやって来る」 |      |            | 4:46 |

## 演奏者
- 和嶋慎治 - ギター、ボーカル
- 鈴木研一 - ベース、ボーカル
- ナカジマノブ - ドラムス、ボーカル